# ウスタビガ
ウスタビガ（薄手火蛾、薄足袋蛾、学名：Rhodinia fugax）は、チョウ目ヤママユガ科に分類されるガの一種。中国、韓国、日本、極東ロシアに分布する。幼虫は体を収縮させてキーキーと鳴き声を上げる。蛹はヤマカマスとも呼ばれ、繭は歴史的に百日咳の治療など、民間療法として様々な用途に使用され、糸は天蚕糸として利用されていた。

## 分類
本種は1877年にアーサー・ガーディナー・バトラーによって記載された。ウスタビガ属の分類学上の位置は不明確で、ヤママユガ亜科のヨナグニサン族 Attacini　とヤママユガ族 Saturniini のどちらに分類するかについては明確な結論が下されていない。Bouvier（1936）など、一部の研究者はウスタビガ属を Pararhodia 属とともに Rhodiicae 族に分類している。Chenら（2021）は遺伝子解析により、ウスタビガ属をヨナグニサン族に分類した。
また2021年のChenらの研究では、ウスタビガのミトコンドリアDNAのゲノム配列が解読された。ヤママユガ科の代表的な種と他の科から25種のミトコンドリアゲノムを用いて配列が解読された。ウスタビガのゲノム全体の長さが15,334塩基対であり、15,236塩基対のネッタイオナガミズアオや、15,575塩基対の Antheraea proylei など、他のヤママユガ科の蛾と類似していることが判明した。

### 下位分類
現在、3つの亜種がGBIFによって認定されている。
- Rhodinia fugax diana Oberthür 1886 北海道亜種
- Rhodinia fugax fugax Butler 1877 本州以南亜種
- Rhodinia fugax szechuanensis Mell 1938

アメリカ国立生物工学情報センターはさらに4つの亜種を認定している。
- Rhodinia fugax flavescens Brechlin 2007
- Rhodinia fugax guangdongensis Brechlin 2007
- Rhodinia fugax jiangxiana Brechlin 2007
- Rhodinia fugax shaanxiana Brechlin 2007

## 名称

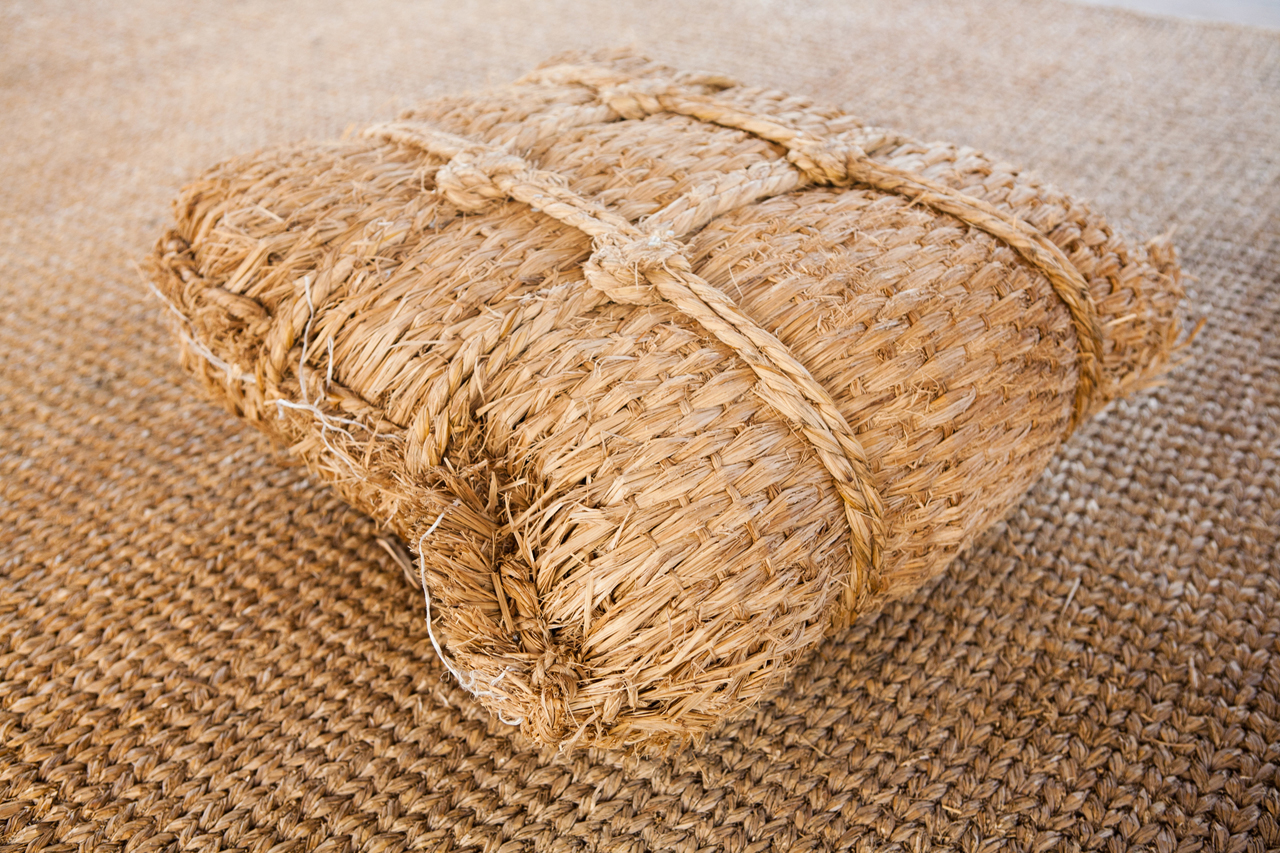
叺

種小名はラテン語で「シャイ」や「素早い飛行」を意味する。英名はSqueaking silkmoth である。この名は幼虫が驚くと、捕食者を追い払うためにキーキーと鳴く習性に由来する。Pellucid-spotted silk mothという英名もある。
ウスタビガは漢字で「薄手火蛾」と表す。「手火」は提灯のことで、和名は空になった繭が木の枝にぶら下がっている様子が提灯に似ていることに由来する。足袋に由来するという意見もある。亜種 diana はウスタビガ北海道亜種として知られている。韓国語では「유리산누에나방」 と呼ばれ、「ガラスの蚕蛾」を意味する。中国語では「透目大蠶蛾」、簡体字では「透目大蚕蛾」と呼ばれる。
繭はヤマカマスと呼ばれ、叺に似ていることに由来する。ツリカマス、ヤマビシャクとも呼ばれる。

## 形態
開張は75-110mmである。性的二形があり、雄は雌よりも小型である。雄の開帳は75-90mm、雌では80-110mmである。その体色によりコナラなどの枯葉に擬態している可能性もある。雌雄ともにそれぞれの翅に半透明の眼状紋がある。体は毛深く、晩秋に羽化するため、毛が体温調節に役立つと考えられている。
雄の体色は黄褐色、橙色、褐色、黒色と多様で、いずれも雌よりも濃い色である。雌の体色は黄色のみだが、帯の厚さと色の濃さは多様である。雄の前翅は細長く、雌の前翅は丸みを帯びる。

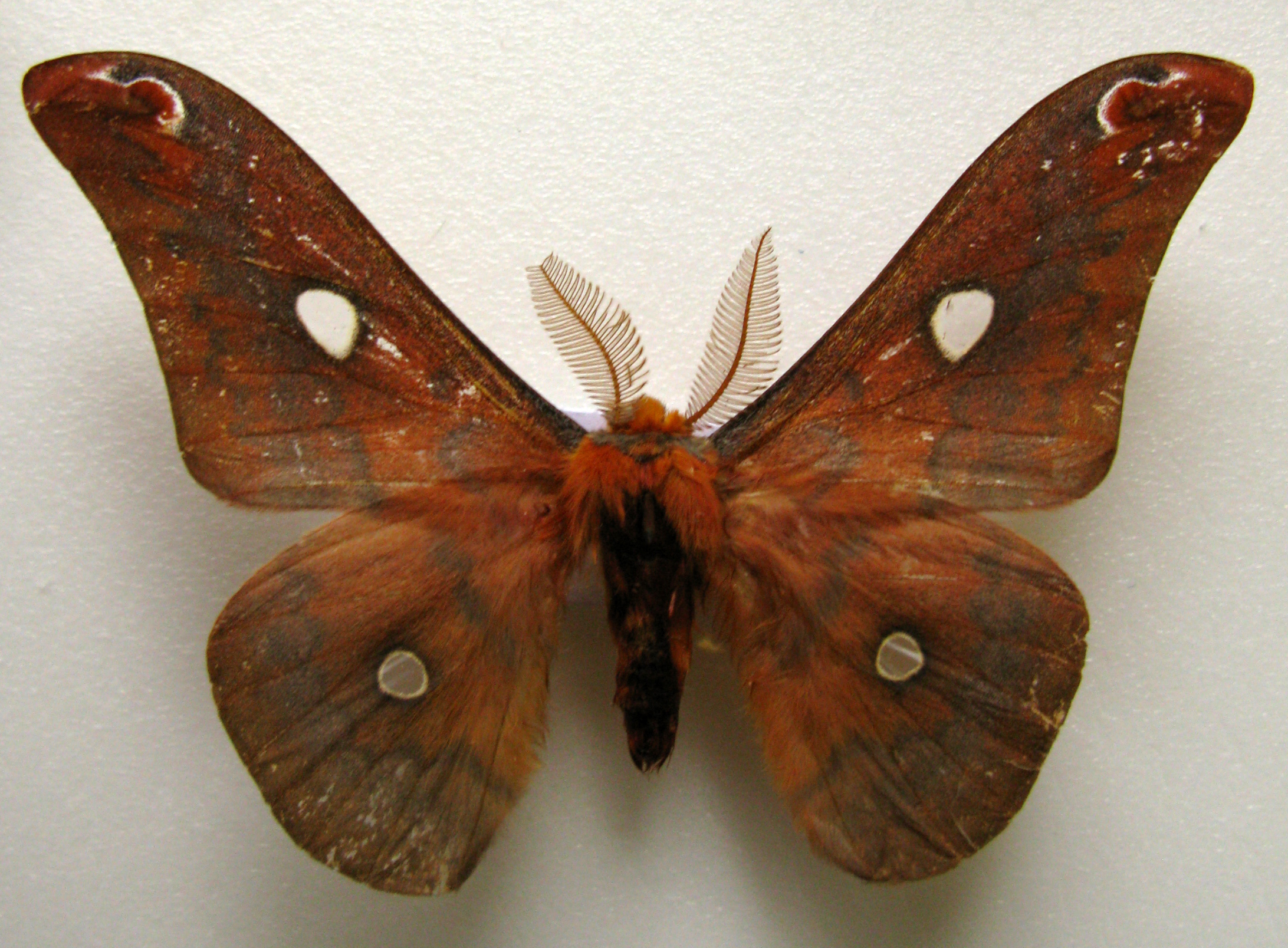
北海道亜種の雄
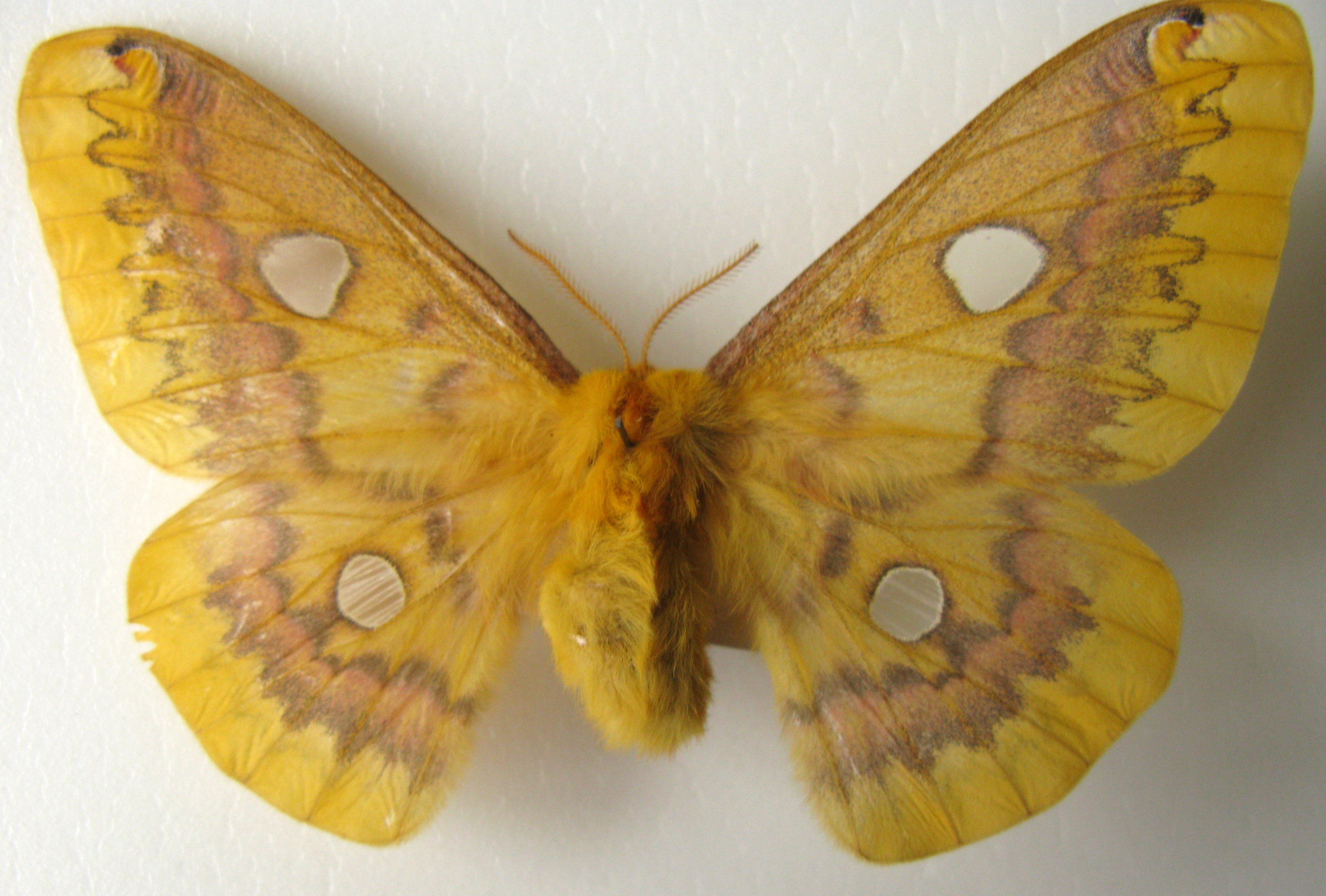
北海道亜種の雌

## 分布と生息地
韓国、日本、中国、極東ロシアに分布する。日本では北海道、本州、四国、九州と付近の島嶼で見られる。佐渡島でも記録がある。中国では河北省、黒龍江省、河南省、内モンゴル自治区、吉林省、遼寧省、寧夏回族自治区、山東省、山西省から知られている。2007年の記録の結果、その分布域は南は広東省、西はチベット自治区まで広がった。
基亜種 fugax は本州、四国、九州に分布する。亜種 diana は北海道に分布する。亜種 diana は満州や、極東ロシアからも記録されている。ただし北海道の個体群を本州以南亜種と同一視したり、独自の亜種とする見解もある。亜種 szechuanensis は四川省と雲南省に分布する。亜種 shaanxiana は陝西省に分布する。亜種 jiangxiana は江西省に分布する。亜種 guangdongensis は広東省と湖南省に分布する。亜種 flavescens はチベット自治区に分布し、「Xizang Zizhiqu」と呼ばれる。成虫は里山の丘陵、平地、山岳地帯に生息する。都市部では個体数が減少している。

## 生活環

### 卵
卵は休眠状態で越冬し、胚発生は3月に起こる。卵は気温が上昇する4月ごろに孵化する。孵化の時期は餌となる植物の葉の発達と連動している。卵は空の繭の表面に産み付けられることが多い。ほとんどの日本のヤママユガ科とは異なり、蛹ではなく卵で越冬する。
実験では卵を25℃で保存すると死ぬことが判明した。孵化までの日数は温度と相関しており、20℃では87日、15℃では100日、10℃では145日で孵化した。5℃では370日間は卵の中で成長したが、孵化する前に死んでしまった。

### 幼虫

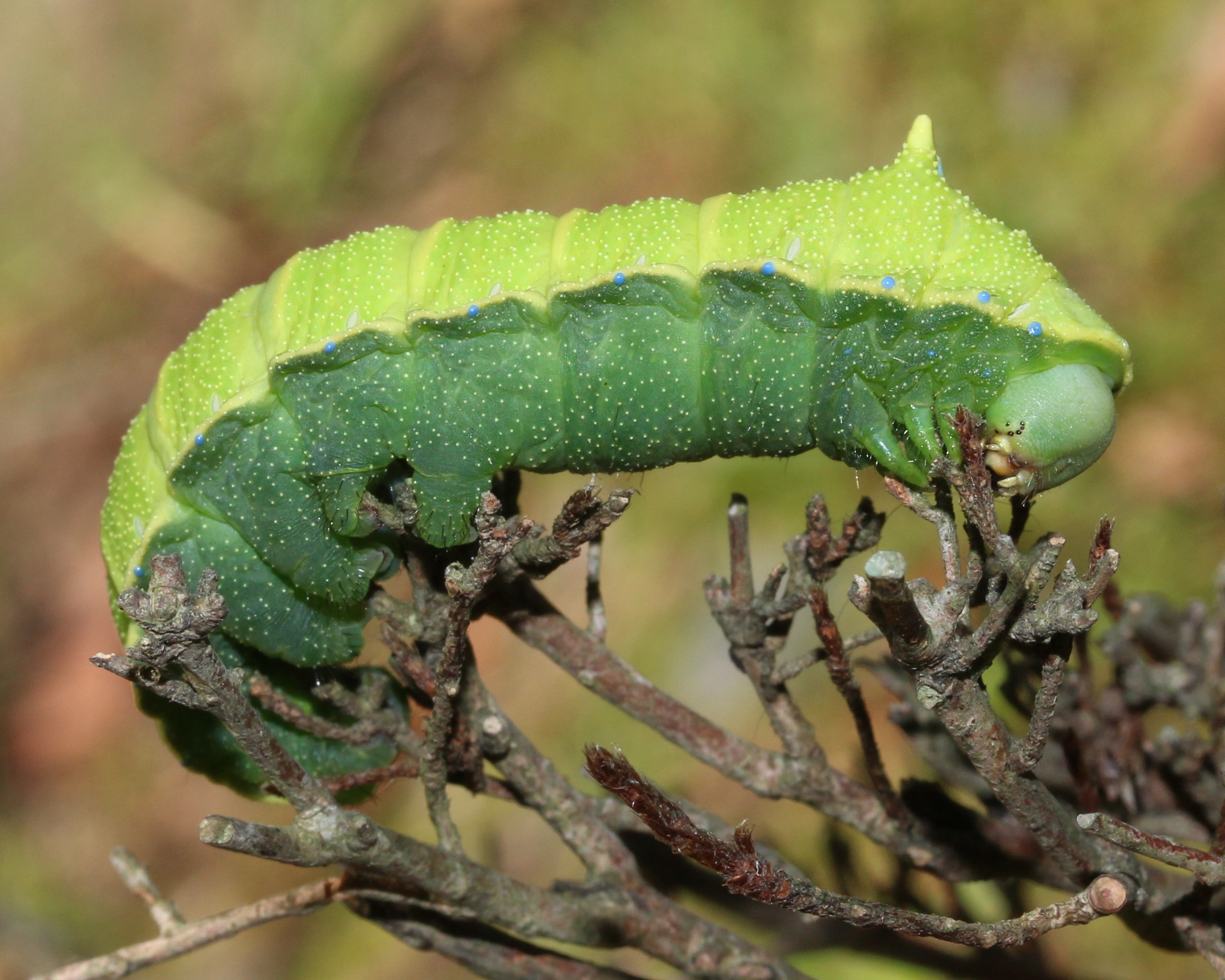
終齢幼虫

幼虫はカエデ、クリ、Celtis ehrenbergiana、エノキ、ブナ属、パラゴムノキ、セイヨウウメモドキ、キハダ、プラタナス、セイヨウスモモ、クヌギ、トルコナラ、ツブラジイ、コナラ、アベマキ、ヤナギ、ケヤキなど、様々な植物の葉を食べる。飼育下では特にコナラ、ケヤキ属、キハダ、サクラ属を好む。
幼虫は4回脱皮を行う。初齢幼虫は小型で、体全体が黒く、黒色の毛で覆われている。飼育下では幼虫をサンザシ属の芽で育てることが推奨されている。2齢幼虫はやや大型で、第2体節に青色の突起があり、体の側面に黒い縞が入る。3齢幼虫は明るい緑色で、体の側面に青色の突起が並び、黒色の部分はほとんど無い。4齢幼虫は完全に緑色で、3齢幼虫から突起の量は変化しない。終齢幼虫は棘を持たない。4齢および終齢幼虫は人間に触られたりして身の危険を感じると、腹部の第一気門から空気を排出し、キューキューという音を出して身を守る。幼虫が発する音は、子供たちに人気がある。幼虫はウスタビガフシヒメバチなどの寄生バチに捕食される。

### 蛹

繭を作る様子

幼虫は6月から7月にかけて蛹になる。繭は緑の葉に擬態するために薄い黄緑色をしており、上部には成虫が出てくるための隙間がある。繭は幼虫が自らの糸を使って柄を作り、木の枝と繋ぐことで吊り下がる。繭は下がふくらんだ逆三角形状で、水が溜まらないように下部分には小さな穴が開いている。冬の間は、葉の落ちた木の枝の間に空の繭が吊るされているのが見られる。

### 成虫
成虫は10月から11月の晩秋に羽化する。羽化は午後2時から始まり、午後6時がピークである。平地では12月に見られることもある。年に1世代しか生まれない。昼行性で早朝から飛行し、日中に配偶相手を見つける。成虫には口が無いため、その寿命は短い。雄雌は成虫になると死ぬ前に配偶相手を見つけることにエネルギーを使用する。交尾は午前5時から午前8時の間に始まり、午後3時から午後6時の間に終了し、夕方に交尾するヤママユやサクサンなどとは異なる。交尾をしない雌は平均15.1日生きるが、交尾した雌は平均3.5日しか生きられない。産卵は夕方に起こり、午後6時頃に終わる。

## 人との関わり
日本ではその繭を魔除けや民間療法など、様々な目的で使用してきた。本種の絹は、新しい生体材料の生産に役立つ可能性があるとして研究されてきた。
その繭は歴史的に百日咳患者の腫瘍を縮小する薬として使われてきた。繭は日本各地の民間療法の中で使われてきた。岩手県の藤沢市付近では、煮た繭が口内炎の民間療法に使われた。福島県から栃木県北部にかけては、繭を喉に貼って風邪予防に使われた。岐阜県では繭の中に小豆を入れ、お守りとして使っていた。飛騨地方では、繭を怪我した箇所に貼っていた。蛹は歴史的に長野県で佃煮にして食べられてきた。蛹から作られたサプリメントが栄養補助食品として販売されてきた。
天蚕糸の商業利用可能性について研究がされてきたが、その成功例は限られている。その絹は369-371℃から熱分解することが判明した。絹糸から抽出したロイシンを豊富に含むフィブロイン遺伝子のクローン化に成功した。このフィブロイン遺伝子をさらに研究することで、新しい生体材料が生まれる可能性がある。
『枕草子』の一節「みのむし、いとあはれなり」では、「鳴くミノムシ」について言及されている。実際のミノムシは音を出さない為、本種の幼虫を指している可能性がある。

## 保全状況評価
日本では以下の都道府県で、レッドリストの指定を受けている。
- 準絶滅危惧 - 東京都
- 分布上重要種 - 滋賀県

## 画像

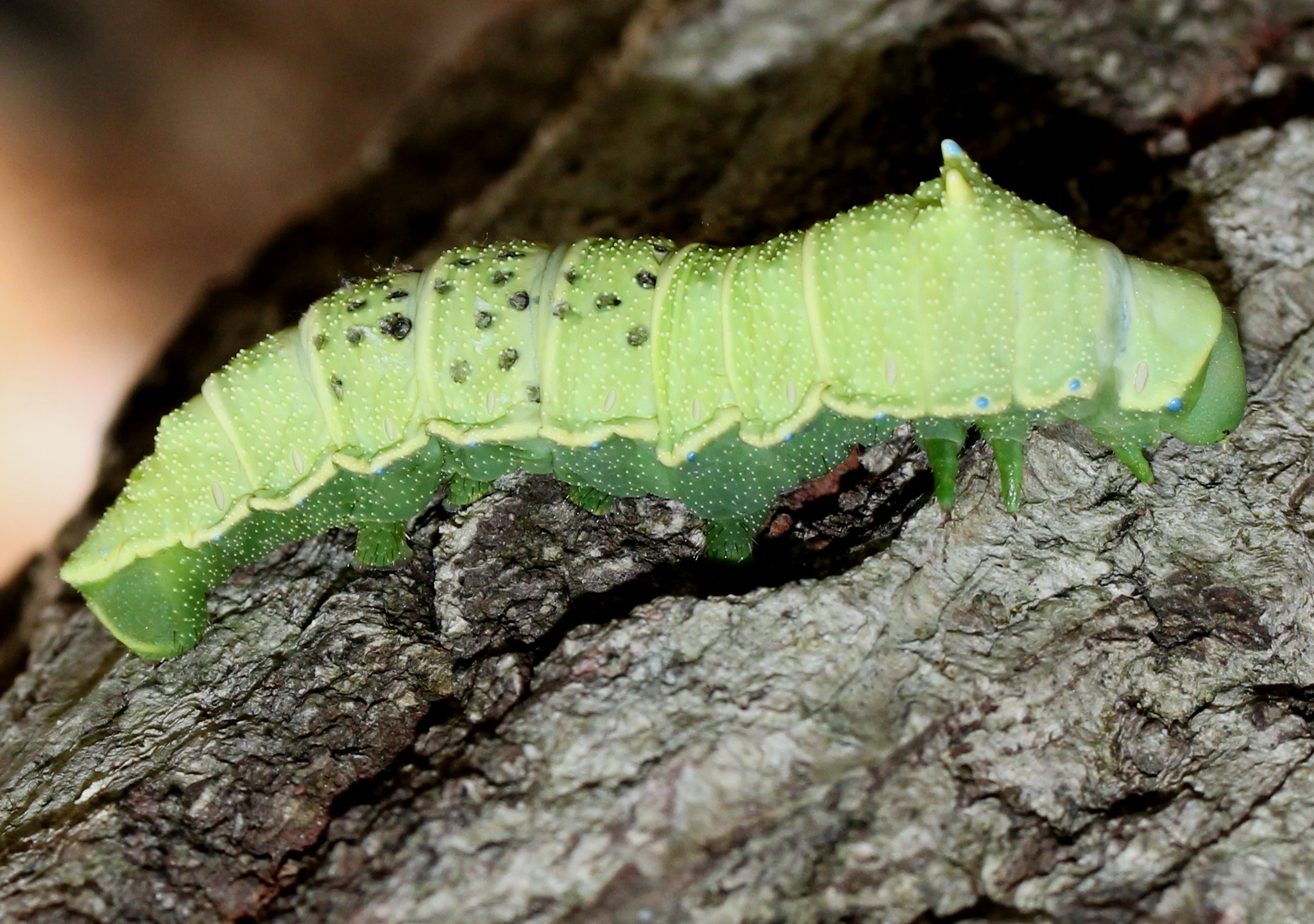
終齢幼虫。寄生バチにより黒斑が生じている[22]。
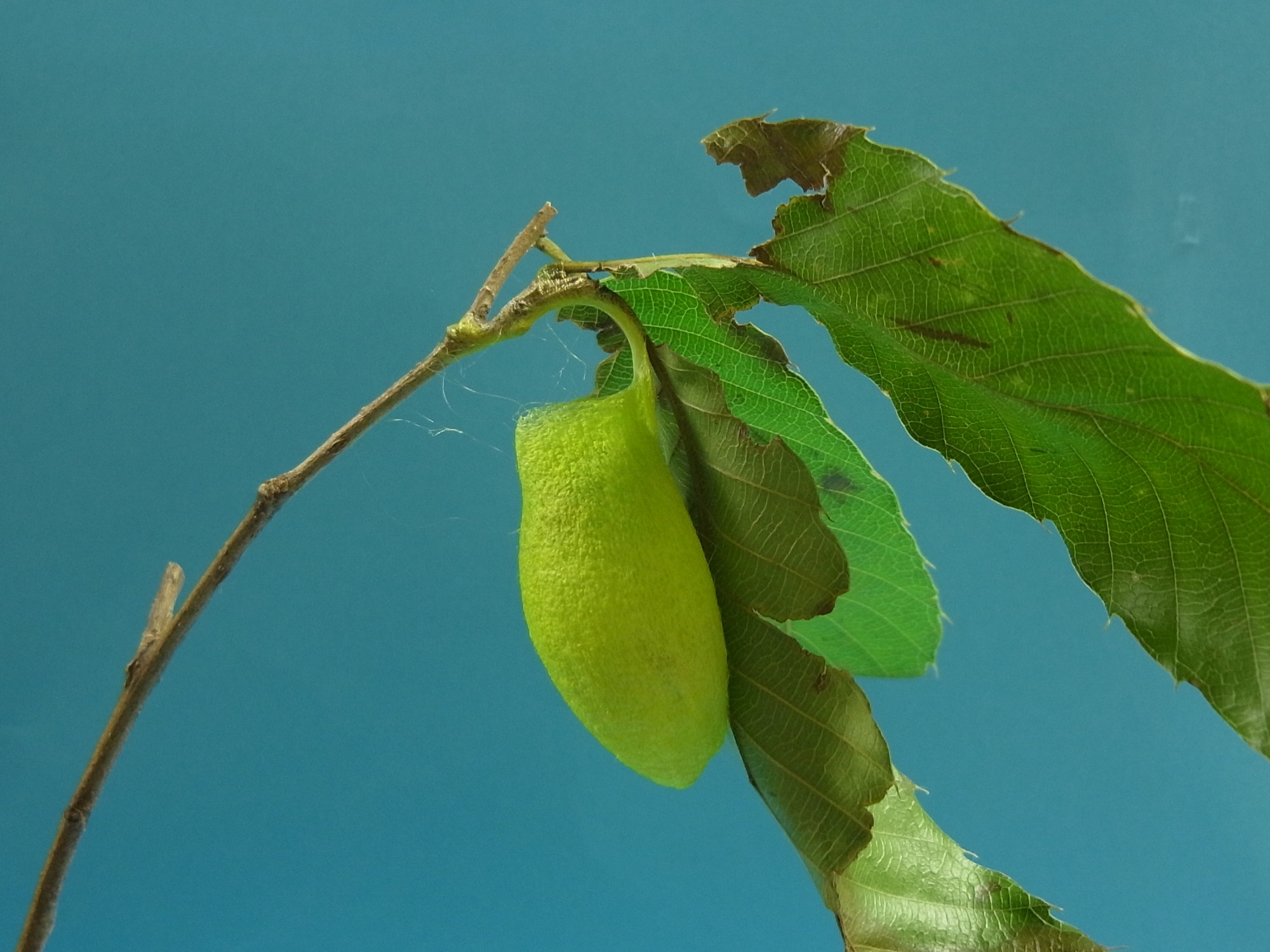
繭
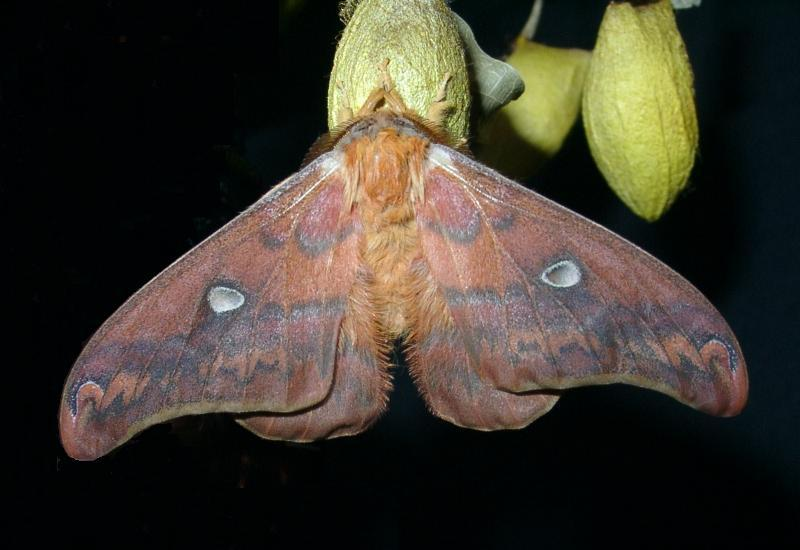
雄
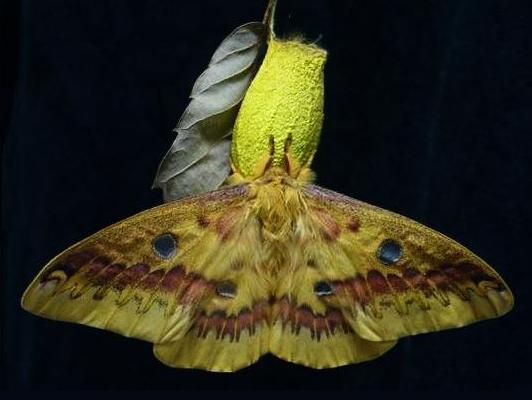
雌
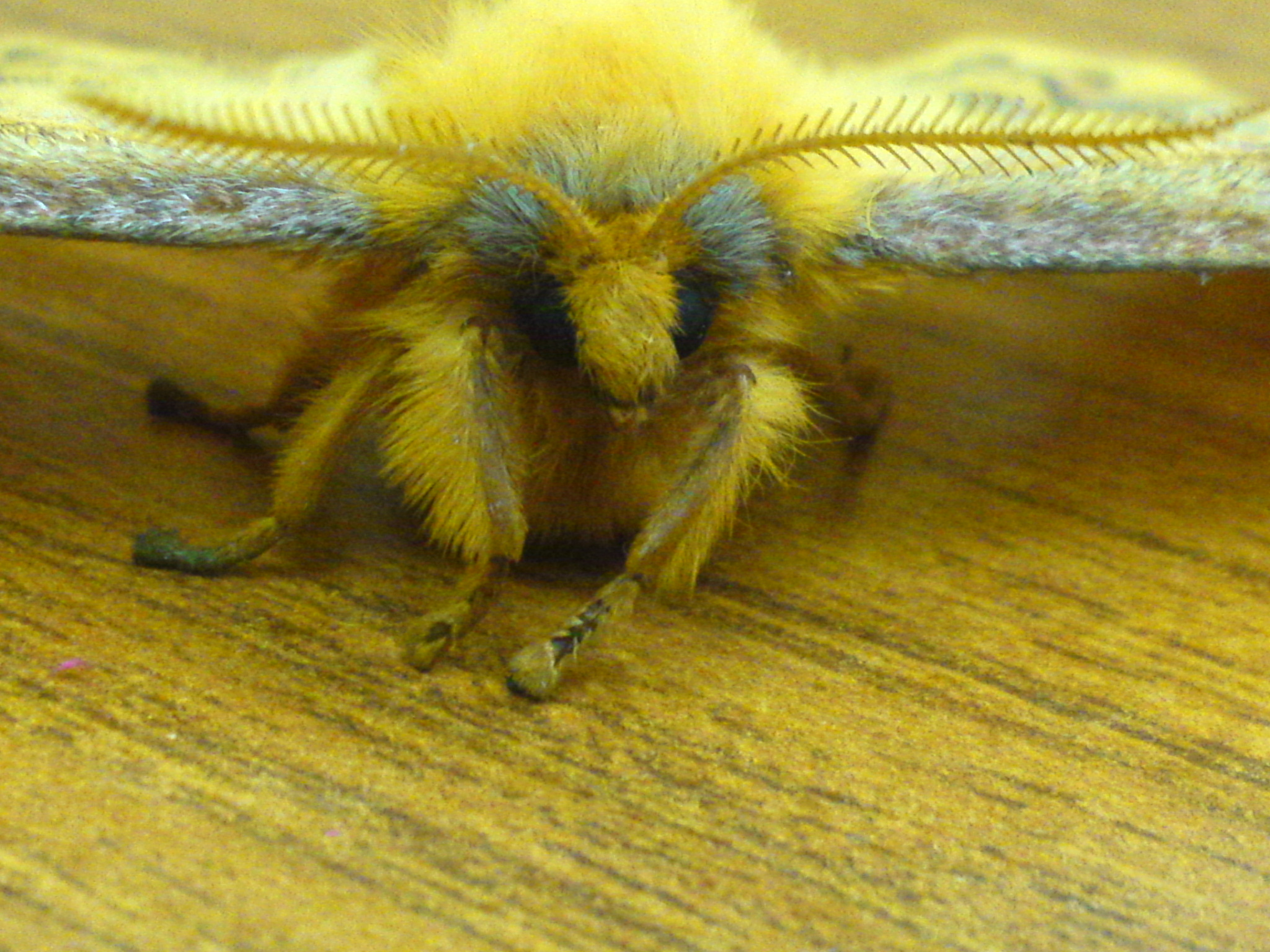
雌の頭部